# Kendall Brown
Kendall Brown, född 15 augusti 1989 Dunedin, är en nyzeeländsk halfpipesnowboardåkare från Wanaka.

## Karriär
Kendall Brown började åka snowboard som 11-åring. Som 16-åring i OS i Turin 2006 slutade hon på plats 25, och i OS i Vancouver 2010 slutade hon på femtonde plats, efter att ha vridit axeln ur led två gånger i semifinalen.

## Sponsor
Brown är sponsrad av Roxy, vilket är den kvinnliga divisionen av det australiensiska surfföretaget Quiksilver..